# Procochleosaurus
Procochleosaurus is een geslacht van uitgestorven cochleosauride temnospondyle Batrachomorpha (basale 'amfibieën'). Dit geslacht, bekend van de Jarrow-kolenmijnen in Ierland, is het oudst bekende lid van de familie Cochleosauridae. Het leek veel op Cochleosaurus, een vroege temnospondyle uit Tsjechië.
De typesoort Procochleosaurus jarrowensis werd in 1996 benoemd door Sandra E.K. Sequira. De geslachtsnaam betekent 'vóór Cochleosaurus'. De soortaanduiding verwijst naar de herkomst uit Jarrow.
Het holotype is NHMUK R.8453, een schedel.
Een analyse uit 1997 vond Procochleosaurus als het zustertaxon van Cochleosaurus.